# Слепой часовщик
«Слепо́й часовщи́к» (англ. The Blind Watchmaker: Why the Evidence of Evolution Reveals a Universe without Design. 1986, 1996, 2006) — научно-популярная книга английского этолога, биолога и популяризатора науки Ричарда Докинза, профессора Оксфордского университета (до 2008 года).
В книге Докинза в популярной и доходчивой форме показано, как из первозданной Простоты, без участия какого-либо высшего разумного существа, может возникнуть высокоорганизованная сложность.
Часовщик, упомянутый в заглавии книги, взят из известного трактата богослова XVIII века Уильяма Пейли, доказывавшего, что часы не могут появиться самопроизвольно, а только как плод разума и усилий сознательного существа (часовщика); таким образом, ещё более сложные (чем часы) живые существа могут быть созданы лишь волей и разумом Творца. Докинз в своей книге показывает, что естественный отбор, оперирующий спонтанными вариациями простых исходных форм, на протяжении сотен и тысяч поколений может породить не менее впечатляющую сложность. В книге также показываются конкретные механизмы, реализующие такой нарастающий отбор, даются ответы на часто задаваемые вопросы касательно эволюции.
В 1987 году за книгу «Слепой часовщик» Докинз был удостоен награды Королевского литературного общества и Литературной награды газеты Los Angeles Times.